# Peter Facinelli
Peter Facinelli (New York, 1973. november 26. –) amerikai színész. 
Először a Fox csatorna Fastlane – Halálos iramban című televíziós sorozatában vált népszerűvé. Legismertebb szerepe az Alkonyat-filmsorozatban alakított Carlisle Cullen.

## Gyermek- és fiatalkora
A New York Queens városrészében nőtt fel, katolikus olasz családban. Édesapja, Pierino pincérként dolgozott, édesanyja, Bruna háztartásbeli. A New York-i Atlantic Theater Company társulat színiiskolájában tanult.

## Pályafutása
Első komoly filmszerepét Rebecca Miller Angela című filmjében kapta 1995-ben, majd a The Prince of Love című filmben tűnt fel. 1996-ban ismerte meg későbbi feleségét Jennie Garth-t az 'An Unfinished Affair című film forgatásán. Számos más televíziós filmben is szerepet kapott.
2000-ben James Spaderrel játszott együtt a Szupernóva című filmben, szerepelt A Skorpiókirályban 2002-ben, majd főszerepet kapott a Fox csatorna Fastlane – Halálos iramban című sorozatában. Többször is szerepelt az HBO Sírhant művek című sorozatában. 2006-ban az Árnyék nélkül 2. című filmben gyilkossági nyomozót alakított. 2008-ban a Szesz, szex és steksz című vígjátékban Matthew Broderick-kel játszott együtt. Ugyanebben az évben kapta meg Carlisle Cullen szerepét az Alkonyat című filmben. 2009-ben az Alkonyat – Újholdban visszatért a vámpír szerepében, a 2010 nyarán bemutatott harmadik részben is látható, és szerződést írt alá a negyedik filmre is.
2009-től a Jackie nővér című sorozatban Dr. Fitch Coopert alakította.

## Magánélete
1995-ben ismerkedett meg Jennie Garth színésznővel az An Unfinished Affair forgatásán. Facinelli és Garth 2001. január 20-án házasodtak össze hagyományos katolikus szertartás alatt. Három lányuk született. 2012 márciusában Facinelli beadta a válókeresetet, amit 2013 júniusában véglegesítettek.
2012-ben kezdett randizni Jaimie Alexander színésznővel, miután a Bingo, zsebesnek áll a világ forgatásán találkoztak. 2015 márciusában jegyezték el egymást, majd 2016 februárjában bejelentették, hogy felbontották eljegyzésüket.
2020 januárjában Mexikóban kérte meg barátnője, a színésznő Lily Anne Harrison – Gregory Harrison és Randi Oakes színészek lánya – kezét.
Katolikus vallású. 2009-ben a jus sanguis révén megszerezte az olasz állampolgárságot, hogy Európában forgathasson egy filmet, amihez minden szereplőnek európai állampolgárnak kellett lennie.

## Filmográfia

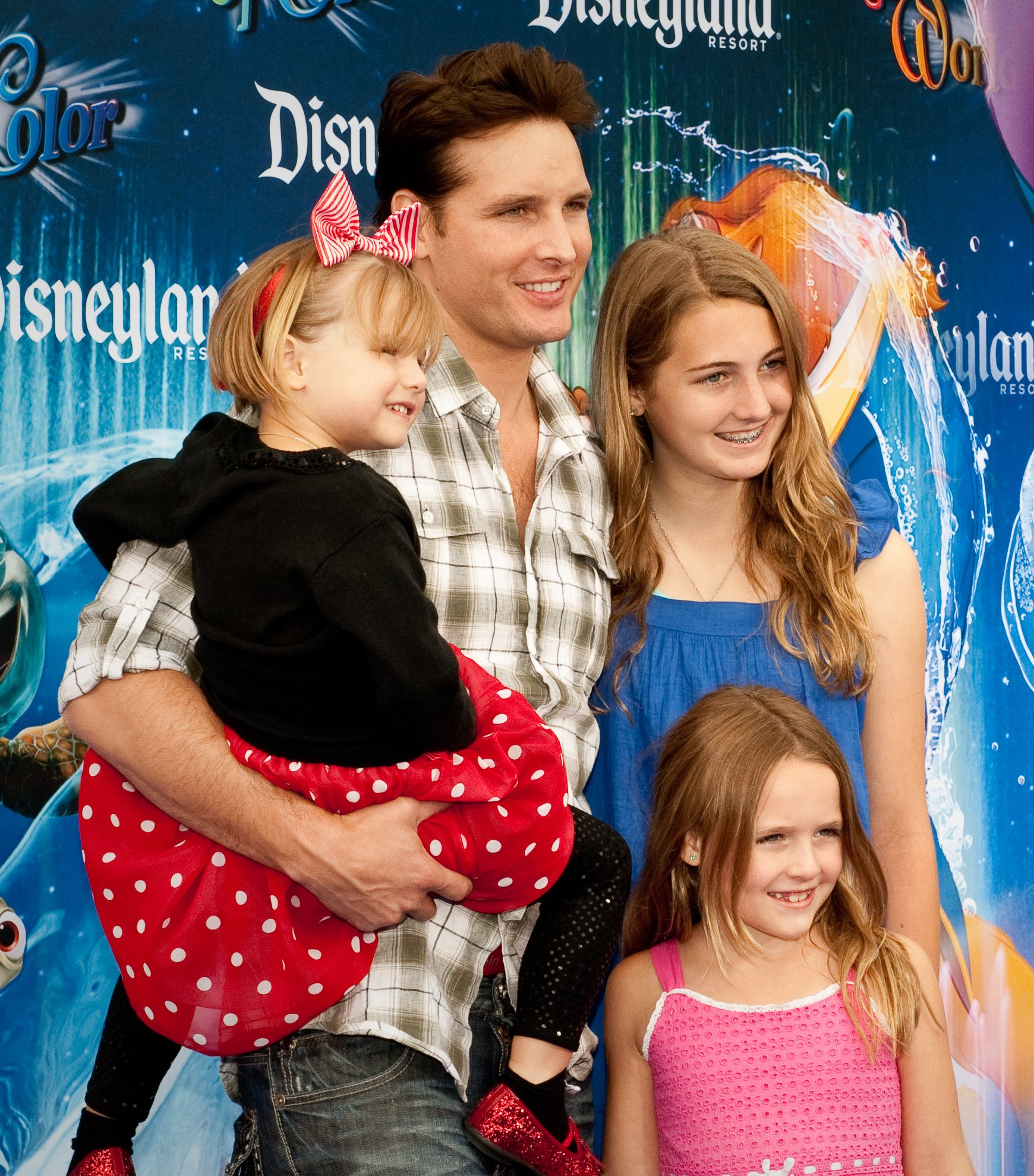
Lányaival a World of Color premierjén a Disney-i Kaliforniai Kalandparkban, 2010. június 10-én

### Film

#### Rendező, író és producer
| Év   | Magyar cím                     | Eredeti cím                      | Feladatkör | Feladatkör | Feladatkör |
| Év   | Magyar cím                     | Eredeti cím                      | Rendező    | Író        | Producer   |
| ---- | ------------------------------ | -------------------------------- | ---------- | ---------- | ---------- |
| 2011 | Balesetből szerelem (tévéfilm) | Accidentally in Love             | Nem        | Igen       | Igen       |
| 2012 | Bingo, zsebesnek áll a világ   | Loosies                          | Nem        | Igen       | Igen       |
| 2016 |                                | Johnny Frank Garrett's Last Word | Nem        | Nem        | Igen       |
| 2018 |                                | Breaking & Exiting               | Igen       | Nem        | Nem        |
| 2020 |                                | The Vanished                     | Igen       | Igen       | Igen       |
| 2023 |                                | On Fire                          | Igen       | Nem        | Nem        |

#### Színész
| Év   | Magyar cím                        | Eredeti cím                               | Szerep                       | Magyar hang       |
| ---- | --------------------------------- | ----------------------------------------- | ---------------------------- | ----------------- |
| 1995 | Angela                            | Angela                                    | Lucifer                      |                   |
| 1996 | Kis tüzek                         | Foxfire                                   | Ethan Bixby                  | Seszták Szabolcs  |
| 1997 | Érints meg!                       | Touch Me                                  | Bail                         |                   |
| 1998 | A semmi közepén                   | Dancer, Texas Pop. 81                     | Terrell Lee Lusk             | Lux Ádám          |
| 1998 | Buli az élet                      | Can't Hardly Wait                         | Mike Dexter                  | Csőre Gábor       |
| 1998 |                                   | Telling You                               | Phil Fazzulo                 |                   |
| 1998 | Isten hozta Hollywoodban          | Welcome to Hollywood                      | színész                      |                   |
| 1999 | Tuti seft                         | The Big Kahuna                            | Bob Walker                   | Bolba Tamás       |
| 1999 |                                   | Blue Ridge Fall                           | Danny Shepherd               |                   |
| 2000 | Szupernóva                        | Supernova                                 | Karl Larson                  | Hajdu Steve       |
| 2000 |                                   | Ropewalk                                  | Charlie                      |                   |
| 2000 |                                   | Honest                                    | Daniel Wheaton               |                   |
| 2001 |                                   | Stealing Time                             | Alec Nichols                 |                   |
| 2001 | A kísértés csapdái                | Tempted                                   | Jimmy Mulate                 | Dévai Balázs      |
| 2001 | Fiúk az életemből                 | Riding in Cars with Boys                  | Tommy Butcher                | Karácsonyi Zoltán |
| 2002 | A skorpiókirály                   | The Scorpion King                         | Takmet                       | Király Attila     |
| 2005 |                                   | Chloe (rövidfilm)                         | barát                        |                   |
|      | Enfants terribles                 | Curtis                                    |                              |                   |
| 2006 | Érintsd meg a világ tetejét!      | Touch The Top of the World                | Eric Weihenmayer             |                   |
| 2006 | Árnyék nélkül 2.                  | Hollow Man 2                              | Frank Turner nyomozó         | Welker Gábor      |
| 2006 |                                   | Arc                                       | Paris Pritchert              |                   |
| 2007 |                                   | Battle Olympia (rövidfilm)                | megszállott irodai magasugró |                   |
| 2007 |                                   | That Guy (rövidfilm)                      | Jack                         |                   |
| 2007 |                                   | Lily (rövidfilm)                          | férfi                        |                   |
| 2008 | Szesz, szex és steksz             | Finding Amanda                            | Greg                         | Moser Károly      |
| 2008 | Alkonyat                          | Twilight                                  | Dr. Carlisle Cullen          | Anger Zsolt       |
| 2008 |                                   | Reaper (rövidfilm)                        | Jézus                        |                   |
| 2009 | Alkonyat – Újhold                 | The Twilight Saga: New Moon               | Dr. Carlisle Cullen          | Anger Zsolt       |
| 2010 | Alkonyat – Napfogyatkozás         | The Twilight Saga: Eclipse                | Dr. Carlisle Cullen          | Anger Zsolt       |
| 2011 | Alkonyat: Hajnalhasadás – 1. rész | The Twilight Saga: Breaking Dawn – Part 1 | Dr. Carlisle Cullen          | Anger Zsolt       |
| 2012 | Bingo, zsebesnek áll a világ      | Loosies                                   | Bobby Corelli                | Csőre Gábor       |
| 2012 | Alkonyat: Hajnalhasadás – 2. rész | The Twilight Saga: Breaking Dawn – Part 2 | Dr. Carlisle Cullen          | Anger Zsolt       |
| 2013 |                                   | The Damned                                | David Reynolds               |                   |
| 2014 | Vérfagyasztó                      | Freezer                                   | Sam Gurov nyomozó            |                   |
| 2015 |                                   | Walter                                    | Jim                          |                   |
| 2017 |                                   | Heartthrob                                | Mr. Rickett                  |                   |
| 2017 | Vad esküvő                        | The Wilde Wedding                         | Ethan Darling                | Szabó Máté        |
| 2017 |                                   | Gangster Land                             | George „Bugs” Moran          |                   |
| 2018 |                                   | Asher                                     | Uziel                        |                   |
| 2019 | Versenyfutás az ördöggel          | Running with the Devil                    | Egyes számú                  | Kautzky Armand    |
| 2019 | Halálod appja                     | Countdown                                 | Dr. Sullivan                 | Barát Attila      |
| 2019 |                                   | Famous Adjacent (rövidfilm)               | Flanny                       |                   |
| 2020 |                                   | The Vanished                              | Rakes seriffhelyettes        |                   |
| 2020 | A lesza*om lista                  | The F**k-It List                          | Barry Brooks                 |                   |
| 2021 |                                   | The Ravine                                | Danny Turner                 |                   |
| 2021 |                                   | Catch the Bullet                          | Drew Wilkins seriff          |                   |
| 2021 |                                   | 13 Minutes                                | Brad                         |                   |
| 2023 |                                   | On Fire                                   | Dave Laughlin                |                   |

### Televízió
| Év        | Magyar cím                         | Eredeti cím                                                    | Szerep                  | Megjegyzések                         |
| --------- | ---------------------------------- | -------------------------------------------------------------- | ----------------------- | ------------------------------------ |
| 1995      | Esküdt ellenségek                  | Law & Order                                                    | Shane Sutter            | 1 epizód                             |
| 1995      |                                    | The Wright Verdicts                                            | Vincent Costanza        | 1 epizód                             |
| 1995      |                                    | The Price of Love                                              | Brett                   | tévéfilm                             |
| 1996      |                                    | An Unfinished Affair                                           | Rick Connor             | tévéfilm                             |
| 1996      |                                    | After Jimmy                                                    | James "Jimmy" Stapp     | tévéfilm                             |
| 1996      |                                    | Calm at Sunset                                                 | James Pfeiffer          | tévéfilm                             |
| 2002      |                                    | I Love the '80s                                                | önmaga                  | kommentátor                          |
| 2002–2003 | Fastlane – Halálos iramban         | Fastlane                                                       | Donovan "Van" Ray       | főszereplő (22 epizód)               |
| 2004–2005 | Sírhant művek                      | Six Feet Under                                                 | Jimmy                   | visszatérő szerep (9 epizód)         |
| 2006      | Amerikai fater                     | American Dad!                                                  | Miles (hangja)          | 1 epizód                             |
| 2006      | Érintsd meg a világ tetejét!       | Touch The Top of the World                                     | Eric Weihenmayer        | tévéfilm                             |
| 2007      | A hatalom hálójában                | Damages                                                        | Gregory Malina          | visszatérő szerep (10 epizód)        |
| 2009–2015 | Jackie nővér                       | Nurse Jackie                                                   | Dr. Fitch "Coop" Cooper | főszereplő (1–7. évad) 73 epizód     |
| 2011      |                                    | Accidentally in Love                                           | Sablon:N/A/nem szerepel | tévéfilm forgatókönyvíró és producer |
| 2013–2014 | Glee – Sztárok leszünk!            | Glee                                                           | Rupert Campion          | visszatérő szerep (4 epizód)         |
| 2015      |                                    | American Odyssey                                               | Peter Decker            | főszereplő (13 epizód)               |
| 2015–2016 | Supergirl                          | Supergirl                                                      | Maxwell Lord            | visszatérő szerep (14 epizód)        |
| 2017–2018 | S.W.A.T. – Különleges egység       | S.W.A.T.                                                       | Michael Plank           | visszatérő szerep (7 epizód)         |
| 2019      | FBI – New York különleges ügynökei | FBI                                                            | Michael Venutti         | 1 epizód                             |
| 2019      |                                    | Escaping the NXIVM Cult: A Mother's Fight to Save Her Daughter | Keith Raniere           | tévéfilm                             |
| 2019      | Magnum                             | Magnum P.I.                                                    | Gene Curtis / Ivan      | 1 epizód                             |
| 2022      | Üvöltés                            | Roar                                                           | második férj            | 1 epizód                             |

## Fordítás
- Ez a szócikk részben vagy egészben  a   Peter Facinelli című angol Wikipédia-szócikk ezen változatának fordításán alapul.  Az eredeti cikk szerkesztőit annak laptörténete sorolja fel. Ez a jelzés csupán a megfogalmazás eredetét és a szerzői jogokat jelzi, nem szolgál a cikkben szereplő információk forrásmegjelöléseként.